# Annie Mollard-Desfour
Annie Mollard-Desfour est linguiste et conférencière.
Ses travaux au CNRS
portent en particulier sur la lexicographie francophone relative aux couleurs : codes, symbolique, littérature, mode et vêtements, cosmétiques, etc.

## Biographie
Elle est chercheur associé depuis 2015[Quand ?] au laboratoire de recherches "Savoirs, Praxis et Poïétiques en Art"  de l'université de Toulouse Le Mirail.
De 1975 à 1992, elle a a fait partie de l'équipe de rédaction du Trésor de la langue française informatisé.
Depuis 1998, elle s'est spécialisée sur l'analyse du lexique des couleurs et publie les différents volumes du Dictionnaire des mots et expressions de couleur. XXe et XXIe siècles. 8 champs de couleurs publiés (Le Bleu, Le Rouge, Le Rose, Le Noir, Le Blanc, Le Vert, Le Gris). Devraient suivre Le Violet, Le Jaune, L'Orange, Le Brun.
Elle a présidé le Centre Français de la Couleur, de 2004 à 2016
,
et a été, en 2020, la rédactrice en chef de sa revue Primaires
.
Elle est membre d'honneur du Comité français de la couleur
,
et membre de l'Académie de la Couleur
.
En février 2017, elle a été rédactrice en chef et éditrice de Couleurs plurielles.  (ISBN 978-2-7466-9946-5)
Elle est administratrice des Lyriades de la langue française
.

## Publications
Les publications d'Annie Mollard-Desfour sont listéees sur son site personnel
« Annie Mollard-Desfour »

### CNRS Dictionnaires
Ouvrages publiés à Paris, chez CNRS Éditions, dans la collection CNRS Dictionnaires des mots et expressions de couleur, XXe et XXIe siècles :
- - Le Bleu (préf. Michel Pastoureau, postface Jean-Michel Maulpoix), 2013 (1re éd. 1998) (ISBN 978-2-271-07752-3)
  - Le Rouge (préf. Sonia Rykiel), mai 2009 (1re éd. 2000) (ISBN 978-2-271-06769-2)
  - Le Rose (préf. Bernard Cerquiglini), 2002 (ISBN 978-2-271-05993-2)
  - Le Noir (préf. Pierre Soulages), mai 2010 (1re éd. 2005) (ISBN 978-2-271-06865-1)
  - Le Blanc (préf. Jean-Louis Étienne), 2008 (ISBN 978-2-271-06636-7, BNF 41227418)
  - Le Vert (préf. Patrick Blanc), 2012 (ISBN 978-2-271-07095-1)
  - Le Gris (préf. Philippe Claudel) (1re éd. 3 décembre 2015) (ISBN 978-2-271-08897-0)
  - Le Violet

### Ouvrage jeunesse
- De vert de rage à rose bonbon. Toutes les couleurs de notre langue (ill. Blexbolex), Albin Michel Jeunesse, coll. « L'Humour en mots », 2006, 36 p. (ISBN 978-2-226-17028-6)

### Ouvrages collectifs
- Lumière sur la Couleur, De Monza, 2010
- Vert et orange. Deux couleurs à travers l'histoire, éd. Pulim, 2014. (Introduction : "Orange, vert... Deux phénomènes chromatiques et culturels entre héritage et révolution".
- De la couleur comme un code, éd. Zeug, Paris, 2016. (article "De l'impossible objectivité de la couleur").  (ISBN 1095902008)
- "La couleur : les mots pour la dire", in Bernard Valeur, Une belle histoire de la lumière et des couleurs, Flammarion, 2016.  (ISBN 2081348403 et 978-2081348400)
- « La haute note jaune. Identité chromatique du Midi », in Catalogue d'exposition. Oh couleurs ! Le Design au prisme de la couleur, août 2017.
- Du lin au linge, au linceul, à la ligne. Richesse linguistique et symbolique du lin. in LE LIN. Fibre de civilisations(s), Actes sud, octobre 2023.

### Préfaces
- "Couleur, coloration, coloris", in Guy Lecerf, Le coloris comme expérience poétique, L'Harmattan, 2014. (ISBN 2343036292)
- "Des couleurs pour mieux vendre", in Véronique Boulocher-Passet, Sabine Ruaud, La couleur au cœur de la stratégie marketing, De Boeck supérieur, 2016 - (ISBN 9782804193102) ; Prix de l'association d'intérêt général Académie des Sciences Commerciales en 2017.
- Jacqueline Carron [en collaboration avec Anne Duriez], La couleur : structure et audace, 2016.
- "Vibrations du blanc-lumière", in Corinne Izquierdo, L'aquarelle de but en blanc. mai 2017.
- "La couleur garde-t-elle son secret ?", Sigila, revue Franco-portugaise, n. 47, "Couleurs / Cores", juin 2021. https://www.cairn.info/revue-sigila-2021-1-page-25.htm
- "Blancs-passages", in collectif, sous la direction de Céline Caumon, Design(s) blanc(s). L'invention de la couleur, L'Harmattan, 2023.

### Revues
- Editrice de Primaires  (ISBN 978-2-9543661-0-4) Voir notamment les numéros spéciaux Couleurs sensibles et Couleurs espaces.
- Rédactrice en chef du numéro de février 2017 Couleurs plurielles  (ISBN 978-2-7466-9946-5).

### Sélection d'articles
- - « Les mots de couleur. Des passages entre langues et cultures », sur Mendeley
  - « Academia: Annie Mollard-Desfour »
- Analele Universităţii „Ştefan cel Mare”
- Seppia, Art Absolument, Connaissance des Arts
- Economica, Cartier Art et Culture

### Sites internet
- Sites d'artistes : Martine Lafon, Jacques Truphémus
- CNRS Sagascience, « Chimie & Beauté »
  - « Chimie & Beauté : Les couleurs du temps »
  - « Chimie & Beauté : Codes couleur et enjeux des fards contemporains »
  - « Chimie & Beauté : Connotation et lexique des couleurs des fards »